# جورج نيفين
جورج نيفين (بالإنجليزية: George Nevin)‏ (16 ديسمبر 1907 في المملكة المتحدة - 1973 بشفيلد في المملكة المتحدة) هو لاعب كرة قدم بريطاني (وحمل سابقاً جنسية المملكة المتحدة لبريطانيا العظمى وأيرلندا) في مركز الدفاع. لعب مع شيفيلد وينزداي ومانشستر يونايتد ونادي بيرنلي ونادي روتشديل ونيوكاسل يونايتد ولينكولن سيتي أف سي.